# 野合 (婚姻)
野合在中國古代是指不合社會規範的婚姻。《史记志疑》云：“古婚礼颇重，一礼未备，即谓之奔，谓之野合”。
中國古代禮儀认为结婚生育的合適年龄，男性应该在16至64岁之间，女性应该在14岁至49岁之间。凡是在这个范围之外的都是不合礼仪的。孔子的父親叔梁紇迎娶顏徵在時已72歲，故称之为“野合”。《史記·卷四十七·孔子世家》：「紇與顏氏女野合而生孔子。」此處「野合」的意思，主要指不合禮法的婚姻。另一說顏徵在屬賤民階級，叔梁紇卻是士大夫，迎娶於禮不合，故稱「野合」。